# Lara i Kali
Lara i Kali és un programa de televisió emès per primera vegada al SX3 a l'octubre de 2022. Està dirigit per Laia Vinsac i Peter Porta i produït per Mamba Media.
És una sèrie d'aventures del gènere factual on es pot veure com la Lara i la seva gossa Kali, una border collie, han de superar missions a la natura per diferents indrets de Catalunya. Durant les missions la Lara posa a prova les seves habilitats (escalada, descens de barrancs, bicicleta...) i a la vegada explica com viure una aventura més segura i pràctica.
Els capítols duren 20' i hi ha 3 temporades.